# Liste der Kreisstraßen im Landkreis Mansfeld-Südharz
Die Liste der Kreisstraßen im Landkreis Mansfeld-Südharz ist eine Auflistung der Kreisstraßen im Landkreis Mansfeld-Südharz, Sachsen-Anhalt. Die Gesamtlänge aller Kreisstraßen betrug am 1. Januar 2012 insgesamt 217 km.

## Abkürzungen
- K: Kreisstraße
- L: Landesstraße

## Liste
Die Kreisstraßen werden landesweit durchnummeriert und behalten die ihnen zugewiesene Nummer bei einem Wechsel in einen anderen Landkreis oder in eine kreisfreie Stadt innerhalb von Sachsen-Anhalt. Nicht vorhandene bzw. nicht nachgewiesene Kreisstraßen werden in Kursivdruck gekennzeichnet, ebenso Straßen und Straßenabschnitte, die unabhängig vom Grund (Herabstufung zu einer Gemeindestraße oder Höherstufung) keine Kreisstraßen mehr sind.
| Nr.    | Verlauf |
| ------ | --- |
| K 2113 | (K 2113 im Salzlandkreis) – Kreisgrenze – Ihlewitz – Straußhof – L 154                                                         |
| K 2123 | K 2313 in Oeste – Kreisgrenze – (K 2123 im Saalekreis)                                                                         |
| K 2129 | K 2315 – Kreisgrenze – (K 2129 im Saalekreis)                                                                                  |
| K 2148 | (K 2148 im Saalekreis) – Kreisgrenze – L 175 in Wansleben am See                                                               |
| K 2149 | (K 2149 im Saalekreis) – Kreisgrenze – – Wansleben am See – L 175 – K 2148 – Kreisgrenze – (K 2149 im Saalekreis)              |
| K 2268 | (K 2268 im Saalekreis) – Kreisgrenze – L 164 in Stedten                                                                        |
| K 2269 | (K 2269 im Saalekreis) – Kreisgrenze – L 164/L 175 in Röblingen am See                                                         |
| K 2270 | L 223 in Edersleben – Kreisgrenze – (K 2270 im Saalekreis)                                                                     |
| K 2272 | L 219 – Kreisgrenze – (K 2272 im Burgenlandkreis)                                                                              |
| K 2284 | L 230 in Edersleben – Landesgrenze – (Thüringen)                                                                               |
| K 2298 | L 151 in Wallhausen – Brücken – L 220 in Hackpfüffel                                                                           |
| K 2299 | L 234 – Sittendorf – L 220 |
| K 2300 | Dittichenrode – /L 233 |
| K 2302 | Breitungen – L 234 |
| K 2303 | Uftrungen – L 236 |
| K 2305 | L 232 – Breitenbach – L 234 |
| K 2306 | Hainrode – Großleinungen – L 231 – Meuserlengefeld – Lengefeld – L 231                                                         |
| K 2307 | L 230 in Obersdorf – Pölsfeld –                                                                                                |
| K 2312 | L 236 – L 234 in Hayn (Harz) (jetzt K 2832)                                                                                    |
| K 2313 | L 154 in Heiligenthal – Bösenburg – K 2314 – Elben – Reidewitz – Freist – Zalbitz – Oeste – K 2123 – L 158                     |
| K 2314 | K 2313 in Bösenburg – Rottelsdorf – L 159                                                                                      |
| K 2315 | L 160 – Dederstedt – Volkmaritz – Neehausen – K 2129 – K 2317 in Seeburg                                                       |
| K 2316 | L 151 in Helfta – Unterrißdorf – Wormsleben – Lüttchendorf –                                                                   |
| K 2317 | L 80 – Seeburg – K 2315 – Rollsdorf – Kreisgrenze – (K 2149 im Saalekreis)                                                     |
| K 2318 | L 160/L 225 in Helbra – Ziegelrode – Ahlsdorf – Hergisdorf – Kreisfeld – L 225                                                 |
| K 2320 | L 226 – Benndorf – L 225 in Helbra                                                                                             |
| K 2321 | L 226 in Klostermansfeld – Thondorf – L 72 in Siersleben                                                                       |
| K 2322 | L 154 – Augsdorf |
| K 2330 | (K 1330 im Salzlandkreis) – Kreisgrenze – K 2331 in Sandersleben (Anhalt)                                                      |
| K 2331 | /L 229 in Quenstedt – Arnstedt – Wiederstedt – Sandersleben (Anhalt) – K 2330 – L 72                                           |
| K 2333 | in Mansfeld – L 226 in Klostermansfeld                                                                                         |
| K 2334 | K 2335 – Blumerode – /L 226 in Siebigerode                                                                                     |
| K 2335 | Gorenzen West – Gorenzen – K 2336 – Möllendorf – Möllendorfer Bauernsiedlung – K 2334 – in Mansfeld                            |
| K 2336 | K 2335 in Gorenzen – Piskaborn – Wimmelrode – Vatterode – K 2338 – in Leimbach                                                 |
| K 2337 | – Biesenrode – K 2338 in Vatterode                                                                                             |
| K 2338 | Walbeck – L 227 – Willerode – K 2756 – Bräunrode – L 158 – Greifenhagen – – K 2337 – Gräfenstuhl – Vatterode – K 2337 – K 2336 |
| K 2339 | K 2340 in Friesdorf – Friesdorf Mitte                                                                                          |
| K 2340 | – Rammelburg – Herrenmühle – Friesdorf – K 2339 – L 230                                                                        |
| K 2341 | L 227 in Sylda – |
| K 2342 | (Landkreis Harz) – Kreisgrenze – L 228 in Harkerode                                                                            |
| K 2343 | (K 1343 im Landkreis Harz) – Kreisgrenze – Ulzigerode – L 228 in Harkerode                                                     |
| K 2345 | L 230 in Wippra – Wippra, Ende der Hasselbachstraße                                                                            |
| K 2350 | (K 2350 im Landkreis Harz) – Kreisgrenze – Molmerswende – L 230                                                                |
| K 2354 | L 236 – K 2833 – Stolberg (Harz) – L 237 in Rottleberode                                                                       |
| K 2754 | Steinbrücken – L 230 in Abberode                                                                                               |
| K 2756 | L 228 – K 2338 in Willerode |
| K 2826 | L 218 in Wolferstedt – Winkel                                                                                                  |
| K 2828 | L 219 in Niederröblingen – Einzingen – L 222 in Nienstedt                                                                      |
| K 2829 | Thürungen – |
| K 2830 | Bösenrode – L 236 |
| K 2832 | L 236 – L 234 in Hayn (Harz)                                                                                                   |
| K 2833 | K 2354 – L 236 |
| K 2835 | L 234 – Agnesdorf – Questenberg – L 231 in Wickerode                                                                           |